# Muzeum Polsko-Radzieckiego Braterstwa Broni
Muzeum Polsko-Radzieckiego Braterstwa Broni (ros. Музей советско-польского боевого содружества, biał. Музей савецка-польскай баявой садружнасці) – muzeum historyczne we wsi Lenino w rejonie horeckim obwodu mohylewskiego na Białorusi. Obiekt jest oddziałem Okręgowego Muzeum Historyczno-Etnograficznego w Horkach i został prawnie uznany za dziedzictwo historyczno-kulturalne Republiki Białorusi.

## Historia
Budynek muzeum powstał według projektu architektów Jakowa Biełopolskiego i Władimira Chawina oraz rzeźbiarza Władimira Cigala.
Obiekt otwarto 15 października 1968 roku z okazji 25. rocznicy bitwy pod Lenino, gdzie w dniach 12–13 października 1943 roku podczas II wojny światowej przeszła chrzest bojowy polska 1 Dywizja Piechoty im. Tadeusza Kościuszki, walcząc u boku radzieckich 42. i 290 Dywizji Strzeleckiej przeciwko wojskom hitlerowskim.
Co roku 12 października, w rocznicę bitwy, w muzeum i okolicznym kompleksie pamięci odbywają się uroczystości patriotyczne.

## Opis
Zespół memorialny radziecko-polskiego braterstwa broni tworzą: budynek muzeum, pomnik przed wejściem, mogiła nieznanych żołnierzy polskich i radzieckich, pomnik na braterskiej mogile polskich żołnierzy oraz pomnik na braterskiej mogile żołnierzy radzieckich.
Budynek muzeum ma kształt hełmu wojskowego o wysokości 11 i średnicy 34 metrów, zbudowany został ze zbrojonego betonu, szkła oraz aluminium. Znajduje się na wzgórzu 215,5 gdzie w 1943 roku toczyły się najzacieklejsze walki. Przed wejściem do muzeum stoi pomnik symbolizujący radziecko-polskie braterstwo broni. Powierzchnia ekspozycji wynosi 907 m², a w jej skład wchodzi 6,5 tys. eksponatów (stan na 2000 rok). Zgromadzone materiały opowiadają o formowaniu i szlaku bojowym 1 Dywizji Piechoty oraz jej wspólnych walkach z oddziałami Armii Czerwonej. Wśród eksponatów znajdują się sztandary jednostek radzieckich i polskich, schematy działań wojennych, mundury, elementy wyposażenia wojskowego i przedmioty osobiste żołnierzy, broń z epoki, medale i odznaki wojskowe, liczne dokumenty i fotografie z czasu wojny, diorama „Bitwa pod Lenino” autorstwa N. Owieczkina i A. Intezarowa, a także ziemia z radzieckich cmentarzy wojennych w Polsce. Ponadto w ekspozycji o nazwie „W Jedności” są prezentowane pamiątki historyczne opowiadające o powojennej współpracy Białorusi i Polski. Pod kopułą muzeum umieszczono duże flagi Polski, ZSRR i Białorusi.
Betonowy pomnik przed budynkiem muzeum, wykonany w stylu socrealizmu, przedstawia dwie silne dłonie trzymające jeden sztandar, a pod nimi dwujęzyczny napis CCCP – POLSKA 1943 i z drugiej strony ZSRR – ПОЛЬША 1943. Obok pomnika stoi armata 85 mm używana przez obydwie armie.

Niedaleko muzeum, na stoku wzgórza 215,5 znajduje się mogiła nieznanych żołnierzy radzieckich i polskich, w skład której wchodzą dwie pamiątkowe płyty granitowe z inskrypcją w języku polskim i białoruskim oraz obelisk wykonany z blachy pancernej o grubości 25 cm, przebitej w różnych miejscach pociskami i odłamkami. Pomnik symbolizuje hart żołnierskiego ducha, który okazał się silniejszy niż najcięższe pociski. Napis na tablicy głosi: 

ŻOŁNIERZOM POLSKIM PIERWSZEJ DYWIZJI IMIENIA TADEUSZA KOŚCIUSZKI, KTÓRZY POLEGLI W WALCE Z FASZYSTAMI NIEMIECKIMI O WOLNOŚĆ I NIEPODLEGŁOŚĆ SWOJEJ OJCZYZNY WIECZNA CHWAŁA
 ПОЛЬСКІМ ВОІНАМ ПЕРШАЙ ДЫВІЗІІ ІМЯ ТАДЕУША КАСЦЮШКІ, ЯКІЯ ЗАГІНУЛІ Ў БАЯХ З НЯМЕЦКІМ ФАШЫЗМАМ ЗА СВАБОДУ І НЕЗЯЛЕЖНАСЦЬ СВАЕЙ РАДЗІМЫ ВЕЧНАЯ СЛАВА

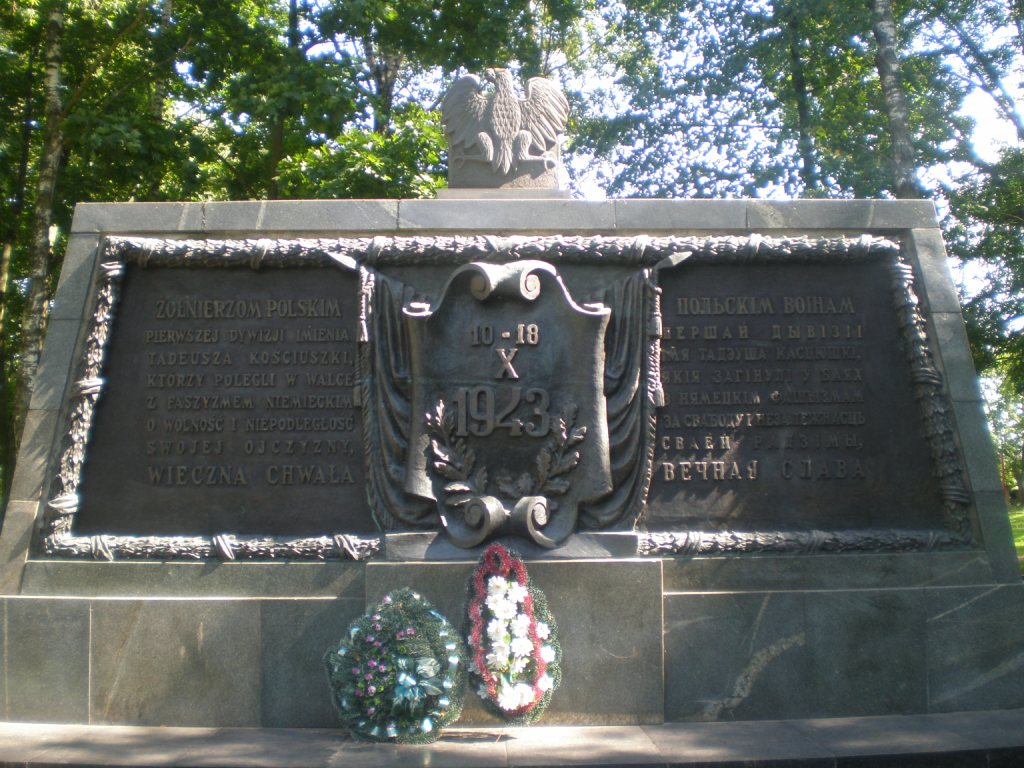
Mogiła polskich żołnierzy

512 polskich żołnierzy poległych w bitwie pod Lenino pochowano w parku nad rzeką Miereją. Nad pomnikiem nagrobnym góruje rzeźba przedstawiająca symbol ludowego Wojska Polskiego – orła piastowskiego bez korony. Na pomniku znajduje się otoczona ornamentem tablica z dwujęzycznym napisem o tej samej treści co tablica na mogile nieznanych żołnierzy oraz centralnie umieszczoną tarczą na tle płaskorzeźby przedstawiającej dwa pochylone sztandary po jej bokach. Na tarczy znajduje się data bitwy pod Lenino (wg historiografii radzieckiej: 10–18 X 1943) oraz dwie gałązki laurowe.
Podczas renowacji cmentarza w 1998 roku przed pomnikiem umieszczono wizerunki Orderu Virtuti Militari oraz Krzyża Walecznych, a także symbole przynależności religijnej poległych polskich żołnierzy: krzyże katolickie i prawosławne oraz gwiazdę Dawida. Po obu stronach alei prowadzącej do zbiorowej mogiły znajdują się granitowe płyty z nazwiskami poległych, rannych i zaginionych polskich żołnierzy i oficerów, u wejścia do niej zaś dwie tablice informacyjne z napisem w języku polskim i białoruskim: POLSKI CMENTARZ WOJENNY, PAŹDZIERNIK 1943 oraz ПОЛЬСКІЯ ВАЕННЫЯ МОГІЛКІ, КАСТРЫЧНІК 1943.
1711 żołnierzy radzieckich, którzy zginęli w bitwie pod Lenino, zostało pochowanych w parku bliżej środka wsi, pod pomnikiem nagrobnym w kształcie dużej, pięcioramiennej gwiazdy wykonanej z czerwonoszarego granitu, z napisem w języku rosyjskim: БЕССМЕРТЕН ТВОЙ ПОДВИГ, ВЕЧНАЯ СЛАВА ТЕБЕ, СОВЕТСКИЙ СОЛДАТ! (pol. TWÓJ WYCZYN JEST NIEŚMIERTELNY, WIECZNA CHWAŁA TOBIE, RADZIECKI ŻOŁNIERZU!).